# Уильямс-Пейсли, Кимберли
Ки́мберли Пейн Уи́льямс-Пейсли (англ. Kimberly Payne Williams-Paisley; род. 14 сентября 1971) — американская актриса, режиссёр, сценарист и продюсер. Она наиболее известна по роли в фильме «Отец невесты» и его сиквеле «Отец невесты 2», а также телесериалам «Десятое королевство», «Как сказал Джим» и «Нэшвилл».

## Ранние годы
Кимберли Пейн Уильямс родилась в городе Рай, штат Нью-Йорк, США. Её отец — Гарни Уильямс-третий, медицинский журналист; мать — Линда Барбара Уильямс (в девичестве — Пейн), сборщик средств для благотворительного фонда. У Кимберли есть младшая сестра Эшли Черчилль Уильямс (род.1978), также актриса, и младший брат Джей.

## Карьера
В возрасте 13 лет Кимберли начала сниматься в рекламе. После окончания школы она была принята в престижную «Школу речи» в Северо-Западном университете города Чикаго, но уже на втором курсе ей пришлось на три месяца прервать обучение для участия в съёмках фильма-ремейка комедии 1950 года — «Отец невесты». Кимберли сыграла роль невесты, чей отец (его роль исполнил Стив Мартин) всячески противится её свадьбе. Игра Кимберли получила благожелательные отзывы критиков, а также номинацию на премию «MTV Movie Awards».
Несмотря на успешный дебют в кино, после съёмок в «Отце невесты» Кимберли вернулась в университет и продолжила обучение. Съёмки второго полнометражного фильма с её участием «Бабье лето» проходили во время её летних каникул.
В 1993 году Кимберли окончила обучение и переехала жить в Лос-Анджелес, штат Калифорния. В следующем году она была занята в нескольких небольших ролях: в чёрной комедии «Хладнокровный» она сыграла преподавательницу йоги Жасмин, снялась в одной серии «Баек из склепа», а также приняла участие в съёмках сиквела «Отец невесты 2». Сама Кимберли признаётся, что снималась в продолжении комедии с неохотой, так как не хотела чтобы в ней видели актрису одной роли.
В 1999 году сыграла главную роль в мини-сериале «Десятое королевство». После она часто играла главные роли в различных телефильмах, а с 2001 по 2009 год снималась в комедийном сериале «Как сказал Джим», где сыграла роль сестры Кортни Торн-Смит. В 2006 году она появилась в фильме «Мы — одна команда» с Мэттью Макконахи.
Осенью 2012 года Кимберли Уильямс-Пейсли присоединилась к актёрскому составу телесериала «Нэшвилл» в роли Пегги Кентер, тайной любовницы мужа героини Конни Бриттон.
Её матери, Линде, был поставлен диагноз первичной прогрессирующей афазии, которая является формой слабоумия. Уильямс-Пейсли является автором книги «Куда проникает свет», опубликованной 5 апреля 2016 года. В книге рассказывается о болезни её матери с момента постановки диагноза и до самой её смерти. Её мать умерла в ноябре 2016 года, через семь месяцев после публикации книги.

## Личная жизнь
С 15 марта 2003 года Кимберли замужем за музыкантом Брэдом Пейсли (род.1972). У супругов есть два сына — Уильям Хаклберри Пейсли (род. 22 февраля 2007) и Джаспер Уоррен Пейсли (род. 17 апреля 2009).

## Фильмография
| Год       |     | Русское название                               | Оригинальное название                    | Роль                     |
| --------- | --- | ---------------------------------------------- | ---------------------------------------- | ------------------------ |
| 1990      | с   | ABC Специально после школы                     | ABC Afterschool Specials                 | Ванесса                  |
| 1991      | ф   | Отец невесты                                   | Father of the Bride                      | Энни Бэнкс               |
| 1992      | мф  | Порко Россо                                    | 紅の豚                                   | Фио                      |
| 1993      | ф   | Бабье лето                                     | Indian Summer                            | Гвен Доэрти              |
| 1993      | кор | —                                              | Samuel Beckett Is Coming Soon            | Ким                      |
| 1994      | с   | Байки из склепа                                | Tales from the Crypt                     | Хайли Зеллер             |
| 1995      | ф   | Хладнокровный                                  | Coldblooded                              | Джасмин                  |
| 1995      | ф   | Отец невесты 2                                 | Father Of The Bride Part 2               | Энни Бэнкс-Маккензи      |
| 1996      | тф  | —                                              | Jake’s Women                             | Молли                    |
| 1996      | ф   | Война в доме                                   | The War At Home                          | Карен Коллиер            |
| 1996—1997 | с   | Относительность                                | Relativity                               | Изабель Лукенс           |
| 1998      | ф   | Бастион                                        | Safe House                               | Энди Трейверс            |
| 1998      | ф   | Немного безобидного секса                      | Just a Little Harmless Sex               | Эллисон                  |
| 1999      | ф   | Любовники                                      | Elephant Juice                           | Доди                     |
| 1999      | ф   | Симпатико                                      | Simpatico                                | Рози в молодости         |
| 2000      | с   | Десятое королевство                            | The 10th Kingdom                         | Вирджиния Льюис          |
| 2001      | тф  | Звёзды укажут путь                             | Follow the Stars Home                    | Дайэнн Паркер-Маккьюн    |
| 2001—2009 | с   | Как сказал Джим                                | According to Jim                         | Дана Гибсон              |
| 2002      | ф   | Десять коротких любовных историй               | Ten Tiny Love Stories                    | Пять                     |
| 2002      | тф  | Рождественские туфли                           | The Christmas Shoes                      | Мэгги Эндрюс             |
| 2003      | тф  | Счастливая семёрка                             | Lucky 7                                  | Эми Майер                |
| 2004      | тф  | Кража личности                                 | Identity Theft: The Michelle Brown Story | Мишель Браун             |
| 2004      | с   | Джордж Лопес                                   | George Lopez                             | Ванесса Брукс            |
| 2005      | с   | Клава, давай!                                  | Less Than Perfect                        | Лора                     |
| 2006      | кор | —                                              | Shade                                    | Лора Перкер              |
| 2006      | ф   | Как сходить на свидание в Квинсе               | How to Go Out on a Date in Queens        | Эми                      |
| 2006      | ф   | Как есть жареных червяков                      | How to Eat Fried Worms                   | мама                     |
| 2006      | ф   | Мы — одна команда                              | We Are Marshall                          | Сэнди Ленджиел           |
| 2008      | ф   | —                                              | Eden Court                               | Бонни Данкан             |
| 2008      | мс  | Чудо-зверята                                   | Wonder Pets!                             | мама Армадильо           |
| 2008      | с   | Юристы Бостона                                 | Boston Legal                             | Элайза Брукс             |
| 2010      | тф  | Прощение Амишей                                | Amish Grace                              | Айда Грейбер             |
| 2012      | с   | Дорогой доктор                                 | Royal Pains                              | Сэм Чард                 |
| 2012—2013 | с   | Нэшвилл                                        | Nashville                                | Пегги Кентер             |
| 2014      | ф   | Проси меня о чём угодно                        | Ask Me Anything                          | Маргарет Спунер          |
| 2014      | с   | Два с половиной человека                       | Two and a Half Men                       | Гретчен                  |
| 2015      | ф   | Элвин и бурундуки: Грандиозное бурундуключение | Alvin and the Chipmunks: The Road Chip   | Саманта                  |
| 2017      | ф   | Речь и дебаты                                  | Speech & Debate                          | Сьюзан Меррик            |
| 2017      | ф   | На одной волне                                 | You Get Me                               | миссис Хенсон            |
| 2017      | тф  | Рождественский поезд                           | The Christmas Train                      | Элеанор Картер           |
| 2017—2019 | с   | Дэрроу и Дэрроу                                | Darrow & Darrow                          | Клэр Дэрроу              |
| 2018      | ф   | Рождественские хроники                         | The Christmas Chronicles                 | Клэр Пирс                |
| 2019      | с   | Флэш                                           | Flash                                    | Рене Адлер               |
| 2019      | тф  | —                                              | Darrow & Darrow 4: Burden of Proof       | Клэр Дэрроу              |
| 2019      | с   | Струны души Долли Партон                       | Dolly Parton’s Heartstrings              | Эмили                    |
| 2020      | кор | —                                              | Stud Boob                                | н/д                      |
| 2020      | ф   | —                                              | The Violent Heart                        | Хелен                    |
| 2020      | кор | —                                              | Father of the Bride Part 3 (ish)         | Энни Бэнкс               |
| 2020      | тф  | Рождественская песнь в стиле кантри            | A Nashville Christmas Carol              | дух настоящего Рождества |
| 2020      | ф   | Рождественские хроники 2                       | The Christmas Chronicles 2               | Клэр Пирс                |
| 2023      | ф   | Революция Иисуса                               | Jesus Revolution                         |                          |

## Награды и номинации
Перечислены основные награды и номинации. Полный список наград смотрите на IMDb.com.
- 1992 — номинация на премию MTV Movie & TV Awards в категории «Лучший прорыв года» за роль в фильме «Отец невесты»
- 1997 — номинация на премию «Спутник» в категории «Лучшая женская роль в драматическом телесериале» за роль в сериале «Относительность».